# پیزمارش
پیزمارش (به انگلیسی: Peasmarsh) یک روستا و محله مدنی در بریتانیا است که در Rother واقع شده‌است. پیزمارش ۱۵٫۸ کیلومتر مربع مساحت و ۱٬۱۶۳ نفر جمعیت دارد.